# HeKz
HeKz é uma banda de metal progressivo britânica fundada em 2008 por Matt Young, Alastair "Al" Beveridge e Kirk Brandham.

## História
A banda foi formada pelos membros originais em 2008, quando eles estavam no ensino médio. Eles lançaram seu primeiro álbum, Tabula Rasa, em 2012.
Em 2012, o tecladista James Messenger se juntou a eles como um quinto membro, com a banda então composta por Young no baixo e vocais, Alastair Beveridge e Tom Smith nas guitarras, Messenger nos teclados e Kirk Brandham na bateria. Com essa formação, eles lançaram em 2014 seu segundo álbum Caerus, com a participação da violoncelista Audrey Riley .
Com essa mesma formação, eles lançaram seu terceiro álbum Invicta em 20 sexta-feira de 2018.
Em março de 2021, eles anunciaram seu quarto álbum, Terra Nova, um trabalho conceitual a ser lançado no final daquele ano e apresentando uma nova formação com Young ao lado do guitarrista Mark Bogert, o tecladista Pieter Beemsterboer e o baterista Moyano el Buffalo. Uma parte do álbum será lançada como EP e o trabalho completo será lançado no ano seguinte. Contará com participações do tecladista Adam Holzman. O álbum acabou lançado somente em novembro de 2023.

## Membros

### Membros atuais
- Matt Young - vocal principal, baixo (2008[2] - presente)
- Mark Bogert - guitarra (2021 - presente)
- Pieter Beemsterboer - teclado (2020 - presente)
- Moyano el Buffalo - bateria (2020 - presente)

### Membros antigos
- Alastair "Al" Beveridge - guitarra (2008[2] -? )
- Tom Smith - guitarra (2011[2] -? )
- James Messenger - teclados (2012-? )
- Danny Young - guitarra (2009-? )
- Al Beveridge - guitarra (2009-? )
- Kirk Brandham - bateria (2008[2] -? )

## Discografia

### Álbuns de estúdio
- Tabula Rasa (2011)
- Caerus (2014)
- Invicta (2018)
- Terra Nova (2023)